# Zamfirești, Brăila
Zamfirești (în trecut, Andreiești) este un sat în comuna Galbenu din județul Brăila, Muntenia, România.